# Emberek (Középfölde)
J. R. R. Tolkien A Gyűrűk Ura című művében szereplő faj.

## Emberek (Edánok)
Ilúvatar Ifjabb Gyermekei, Középfölde „beszélő” fajainak egyike. A Nap első felkeltekor, Hildórienben ébredtek fel. Az emberek sokasodtak és gyarapodtak, több nemzetségre osztódtak.
- Dúnadánok – Azok az edánok, akik a Másodkor elején Númenorba hajóztak, valamint az ő utódaik. Númenor bukásai után a dúnadánok csupán a Hűségesek, és Umbar Fekete númenorjainak képében maradtak meg. A Hűségesek királyságot alapítottak: Gondort és Arnort. Viszont az Utolsó Szövetség után elkezdtek elidegenedni a tündéktől. Híresek voltak hosszú életükről.

- Suhatagiak – Suhatag és Tóváros lakóinak elnevezése. Az edánoktól származtatják őket. Jó kapcsolatot tartottak a törpökkel, és jól bántak az íjjal.

- Éothéodok – Az Anduin-völgyének lakói, az edánok Harmadik Házának rokonai. Eredetileg a Carrok és a Nőszirom-folyó között éltek, de később az Anduin forrásvidékére költöztek. Kiűzték az ott élő orkokat, letelepedtek. 2510-ben Éorl vezetésével Gondorba vonultak, hogy segítsenek Cirionnak. Utána megkapták Rohan mezőit, és rohíroknak nevezték el magukat.

- Beornfiak – Az Anduin-völgyben, a folyó két partján, a Szögszikla közelében élő emberek. Az edánoktól származtatják magukat. Nem voltak valami barátságosak az idegenekkel, viszont gyűlölték az orkokat, és elszántan védték a Magas-hágót. Nem ettek húst, szerették az állatokat. Néhányan közülük bőreváltók voltak, azaz éjszakánként állattá változtak.

- Keletlakók – Azoknak az emberi törzseknek a leszármazottai, akik a Másodkorban lezajlott nagy nyugati migráció során nem voltak hajlandóak kapcsolatba kerülni a tündékkel, inkább keleten maradtak, és létrehoztak egy többé-kevésbé sikeres törzsi szövetséget. Büszkék voltak, kasztrendszerben éltek.

- Dúnföldiek – A hajdan az Ered Nimrais völgyében élő nép maradványa. Némely csoportjai beolvadt Gondor lakosai közé. Egy részük átalakult: belőlük lett a Dúnhargi Holtak Népe. Néhányan északra vándoroltak, páran Dúnföldén maradtak. Brí lakói a legészakibb dúnföldiek utódai.

- Dúnföldi vademberek – A Dúnföldén megragadt kevesek megőrizték ősi nyelvüket, és primitív kultúrájukat. Gyűlölték a Rohírokat, akik kiűzték őket a völgyekből. Magasak, erősek, bár kissé ügyetlenül mozogtak és ápolatlanok voltak.

- Dúnhargi Holtak Népe – Amikor Elendil és Gil-galad fegyverbe szólította a tündéket és az embereket, arra biztatta a férfiakat, hogy csatlakozzanak a Szauron serege ellen felvonuló hadakhoz, az emberek legtöbb királya és törzse harcosokat küldött Gondorba. Volt azonban egy nép a Fehérhegységben, amely segítséget ígért, ám sosem jelentkezett a gyülekezőhelyen. Isildur megátkozta ezt a népet, hogy ne leljenek nyugalmat, amíg nem teljesítik Gondornak tett ígéretüket. Az elátkozottak a Dwimorberg sötét barlangjába és alagútjaiba húzódtak.

- Varágok: Az egyik legdélibb középföldi ország, a Mordortól délkeletre fekvő Khand lakói. Mindig is Szauront szolgálták, nagyméretű csatabárdokkal harcoltak, és a törpökéhez hasonló hosszú szakállat viseltek.

- Haradiak – Délfölde egyik birodalmának, a nap-perzselte és félsivatagos Haradnak lakói. Sötét bőrűek, vadak, harciasak és ellenségeikkel kegyetlenek voltak, de Gondorral általában békességben éltek, mígnem a Harmadkorban Szauron uszítására felbontották a szövetséget és déli dúnadánok komoly ellenfeleinek bizonyultak. Legerősebb fegyvereik az óriáselefántok voltak, amelyeket a gondoriak mûmakoknak neveztek.

- Drúadánok vagy Fanyűvők – erdei vademberek, a Drúadán-erdő lakói. Eredetük ismeretlen. Nyíltan nem mertek szembeszállni Szauronnal, de gyűlölték és rettegték őt, orkjaival és lidérceivel egyetemben. Alacsony, zömök, szőrös emberek voltak, többnyire fűszoknyát viseltek. A Gyűrűháborúkban segítettek a rohír Théoden királynak utat találni az ostromlott Gondor megsegítésére, aki ezért örök időkre nekik adta a Drúadánt (ami formálisan az ő birtoka volt azelőtt), és megtiltotta üldözésüket és bántásukat, ami korábban elő-előfordult.

- Gauredainok vagy Farkas v. Vargemberek – Északi vademberek. Kannibálok és primitívek. Klánokban élnek Forochel-ben. Gauredainok, Gauredainok

- Haladok – Az edánok Második Háza.

- Hó-emberek: A messzi észak jeges pusztáinak (Forodwaith avagy Lossoth) lakói. Ruházatuk, életmódjuk a valódi eszkimókéhoz hasonló. Jóindulattal viseltettek az északi dúnadánok iránt.

## Az Edánok I. Háza – személyek
- Bëor – Adán, az Első ház feljegyzett ura. Negyvennyolc éves korában Beleriandba vezette embereit, Estoladban gyűjtötte őket. Később Nargothrondban 44 éven át szolgálta Finrodot; 93 évesen halt meg, önkezével vetett véget életének. Születésekor kapott neve Balan volt, Bëornak a Finrodnak tett szolgálatai miatt nevezték.

- Bór – Ember, a keletlakók vezére.

- Boron – Adán, az Első ház ura, Bëor unokája, Dorthonionban élt.

- Baran – Adán, Bór fia, az Első Ház ura. Estoladban élt.

- Bereg – Adán az Első Házból, Baran unokája. Nem akart belekeveredni Beleriand háborúiba. Hazának ezer tagjával visszament Eriadorba.

- Boromir – Adán, az Első Ház ura, Boron fia, Ladros első ura.

- Morwen – Adán az Első házból, Baragund leánya. A Dagor Bragollach után menekült Emeldírrel, majd később Húrin felesége lett. Három gyermeket szült neki: Túrint, Lalaitht és Nienort. A Nirnaeth Arnoediad után Dor-lóminban maradt, de Túrint Doriathba küldte. Húsz évvel később Nienorral együtt utánament, de Túrin akkor már nem tartózkodott ott. Nargothrond bukása után ostoba módon elment oda, hogy megtudjon valamit fiáról. Glaurung szétszórta kíséretét. Hat éven át kóborolt, végül találkozott Húrinnal. Még azon a napon meghalt. Húrin a fiával együtt temette el.

- Húrin – Adán, az Első Ház ura. Tünde-barát és hős, Galdor és Hareth idősebbik fia, Hour fivére. Éveket töltött Gondolinban. Amikor visszatért Dór-lóminba, feleségül vette Morwent. Gyermekeik: Túrin, Lalaith, Nienor. Megtörte Barad Eithel ostromát. Az apja ebben a csatában esett el. Maedhros Szövetségében és Nirnaeth Arnoediadban az edánok csapatait vezette. Az ő harcosai fedezték Turgon visszavonulását; az emberek elhullottak mellőle, egyedül ő maradt életben. Hetven trollt ölt meg, mielőtt fogságba esett. Angbandba vitték, ahol hiába vallatták, nem árulta el Gondolin helyét. Morgoth megátkozta őt is, Morwent és gyermekeit is, és huszonnyolc éven át tétlenül kellett szemlélnie a világ eseményeit. Miután fia, Túrin meghalt, Morgoth szabadon eresztette. Beleriandba vándorolt. Dimbarban magához szólította Turgont, és ezzel elárulta Morgothnak Gondolin pontos helyét. Találkozott a halálán levő feleségével. Közösen eltemették Túrint. Nargothrondban megölte Mîmet, és visszaszerezte a Nauglamírt, amelyet elvitt Thingolnak. Amikor Melian megszabadította Morgoth befolyásától, elvonult, hogy befejezze életét.

- Rían – Adán az Első Házból, Belegund lánya. Dagor Aglareb után Dor-lóminba menekült Eldemírrel. Ahol aztán feleségül ment Hourhoz, a ki két hónappal később a Nirnaeth Arnoediadban meghalt. Azon a télen Rían megszülte fiát, Tuort, akit a mithrimi sindákra bízott. Ő maga a Haudh-en-Ndenginhez ment, ahhoz a dombhoz, ahova a Nirnaeth Arnoediadban meghaltak testét temették, lefeküdt rá és meghalt.

- Bregor – Adán, az Első Ház ura, Bregolas és Barahir apja. A Dagor Bragollach előtt halt meg.

- Bregolas – Adán, az Első Ház ura, Bregor fia, Angrod és Aegnor mellett esett el, a Dagor Bragollach során.

- Baragund – Adán, az Első Ház ura, Bregolas fia, Morwen apja. Ahhoz a tizenkét tagú bandához tartozott, amelyet Barahir vezetett Dorthonionban.

- Emeldir – Adán az Első Házból, Beren lánya, Barahir felesége, Félkezű Beren anyja. Amikor Dagor Bragollachot követően Dorthoniont megszállta a gonosz, Emeldir Brethilbe vezette az Első Ház asszonyait és gyermekeit, pedig szíve szerint inkább maradt volna, hogy harcoljon.

- Belegund – Adán, az Első Házból, Bregolas fia, Rían apja.

- Barahir – Adán, az Első Ház ura. Tünde barát, Bregor fia, Emeldir férje, Beren apja. A Dagor Bragollach során megmentette Finrod életét, aki ezért megesküdött, hogy segíteni fogja a Házat, és neki adta Barahir Gyűrűjét. A csata után Barahir visszatért Dorthonionba, és gerillaháborút folytatott Morgoth erői ellen. A kis csapat Aeluinban talált menedéket. Barahirt itt ölték meg, amikor Gorlim elárulta.

- Gorlim – Adán az Első Házból. Barahir utolsó tizenkét haramiája közé tartozott. Szauron elfogta, és rávette, hogy elárulja Barahirt.

- Beren – Adán, Barahir fia, az Első Ház ura. Hős és tünde-barát, a sorsa az volt, hogy sikereket érjen el Beleriand háborúi során. Szelíd volt, kedves, nem evett húst. Amikor véletlen Doriathba tévedett, megpillantotta Lúthien, és azonnal beleszeretett. A nő a következő tavaszon kezdte viszonozni érzelmeit. Néhány hónapig lehettek együtt, azután Thingol tudomást szerzett a dologról, és egy szilmarilt követelt cserébe leánya kezéért. Thingol tulajdonképpen meg akart szabadulni a fiútól, ám a hős Nargothrondba ment, ahol Finrod részen állt, arra, hogy teljesítse fogadalmát, és segítse Barahir utódját, ám ez Finrod halálához vezetett, hiszen mikor fogságba estek, Szauron megölte. A fogságból szerelme Lúthien, és Huan a vadászeb szabadította ki. Miután megküzdöttek Celegormmal és Curufinnel, mindhárman átmentek Angbandba. Berennek sikerült kivennie a Vas Koronát ékesítő szilmarilt. Már éppen visszafelé indult, amikor Carcharoth a farkas, leharapta és lenyelte jobb kezét, a szilmarillal együtt. Berent és Lúthient a sasok mentették meg. Végül eljutottak Doriathba, ahol Beren kibékült Thingollal. Nem sokkal később egy vadászat során a megkergült Carcharoth súlyosan megsebesítette és belehalt sérüléseibe. Lúthien belehalt a bánatba, de Mandos abban a kegyben részesítette, hogy Berennel együtt leélhet egy második életet Középföldén. Egyetlen fiuk született: Dior. Ezután már csak egyszer hagyta el otthonukat, amikor meg akarta bosszulni Thingol halálát a nogrodi törpökön.

## Az Edánok II. Háza (A haladok) – személyek
- Haldad – Adán, halad, Haleth és Haldar apja. Amikor a haladokat Thargelionban megtámadták az orkok, Haldad összegyűjtötte a túlélőket, megszervezte a védelmet és torlaszt épített az Ascar és a Gelion találkozásánál. A torlasz ostroma során végrehajtott őrjáratban esett el.

- Haleth – Adán, a haladok első vezére. Nő. Embereit Thargeliontól nyugatra vezette, a Nan Dungortheb melletti veszélyes úton. Brethilben telepedett le, amit a Teiglin gázlójának védelméért cserébe később megkapott.

- Haldar – Adán, Haldad fia, Haldan apja. Az orkok végeztek vele Thargelionban, amikor kirohant, hogy visszavigye apja holttestét.

- Haldan – Adán, halad, Haldar fia, a haladok ura, Haleth halála után.

- Halmír – Adán, halad, Brethil ura, Haldír és Hareth apja. Beleggel együtt ő vezette az a csapatot, amely Tol Sirion bukása után, megsemmisítette az orkcsapatokat. Csatlakozott Maedhros Szövetségéhez, de a háború előtt meghalt.

- Haldír – Adán, a haladok ura. Halmír fia, Glóredhel férje, Handír apja, Húrin és Hour nevelőapja. Ő vezette a maedhrosi szövetség halad-csapatait. A Nirnaeth Arnoediad során halt meg, amikor az embereivel az Anfauglithen átkelő Fingon visszavonulását fedezték.

- Handír – Adán, halad. Haldír fia, Brandir apja. Brethilben esett el az egyik, orkokkal vívott csatában.

- Brandir – Adán, Brethilben a haladok vezére. Ő építette Ephel Brandirt. Megpróbált elrejtőzni Morgoth seregei elől, találkozott Túrinnak, akit éppen Finduilas halála miatt emésztett a bánat. Brandir A következő nyáron meggyógyította Nienort és beleszeretett. A haladok vezérét Túrin ölte meg, amikor elmondta, hogy Túrin felesége, Níniel, valójában a húga, Nienor. Sántított.

## Az Edánok III. Háza – személyek
- Marach – Adán, a Harmadik Ház első olyan vezére, akiről feljegyzések szólnak. Beleriandba vezette az embereit, Estoladba vezette embereit.

- Malach – Aradan születésekor kapott neve. Adán a Harmadik Házból, Marach fia. Ifjúkorában népével együtt Eriadorból Estoladba vándorolt. Nem sokkal később Hithlumba ment, ahol tizennégy évet töltött, vélhetőleg Fingolfin szolgálatában. Itt kapta sinda nevét, Aradant.

- Magor – Adán az Harmadik Házból, Aradan fai, Hathol apja.

- Hathol – Adán, a Harmadik Ház ura, Magor fia, Hador apja.

- Imlach – Adán a Harmadik Házból, Marach fia, Amlach apja

- Amlach – Adán a Harmadik Házból, Imlach fia. Először nem akart csatlakozni a Melkor ellen fellépőkhöz, ám miután bezárták a nagy tanácsba, meggondolta magát, és belépett Maedhros Szövetségébe.

- Hador Lórindol – Adán a Harmadik Házból. Tünde-barát, és hős. Hathol fia, Galdor és Gundor apja. Ifjúkorában Fingolfint szolgálta, akitől megkapta Dor-lómint, ahol összegyűjtötte a Harmadik Házat. A Dagor Bragollach során Fingolfin hátvéd-csapatait vezette. Siriont védte, amikor elesett.

- Galdor – Adán a Harmadik házból, Hador idősebbik fia. Feleségül vette Harethet. Fiaik: Húrin, és Huor. Miután apja meghalt ő lett a Harmadik Ház ura, Eithel Sirion kapitánya lett. 462-ben vesztette életét, amikor Morgoth megostromolta Siriont, egy nyílvessző ölte meg.

- Gundor – Adán az Harmadik Házból, Hador fiatalabbik fia. Ork nyilak végeztek vele, amikor az Eithel Sirionnál, a Dagor Bragollach során az apja oldalán harcolt.

- Hareth – Adán, Halmír leánya. Feleségül ment Galdorhoz, aki később az Első Ház Ura lett. Két fiút szült neki: Húrint, és Hourt.

- Huor – Adán a Harmadik Házból, tünde-barát és hős, Galdor és Hareth fia, Húrin öccse. Brethilben nevelkedett, harmincéves volt, amikor együtt vonult bátyjával háborúba az orkok ellen. A két testvér, miután elválasztották őket bajtársaiktól, Gondolinba kerültek, ahol egy évig maradtak. Ezt követően visszatértek Dor-lóminba, ahol Hour feleségül vette Ríant az Első Házból. Gyermekük Tour. A Nirnaeth Arnoediad során egy mérgezett nyílvessző a szemébe fúródott.

- Túrin – Adán a Harmadik Házból, Húrin és Morwen fia. A Nirnaeth Arnoediad után Morwen Doriathba küldte, mert biztonságban akarta tudni. Itt Thingol nevelte. Az Első Kor 482-485 közötti éveiben Beleg mellett harcolt Doriath végéin. Amikor visszatért Menegrothba összeveszett Saerosszal; a szóváltás vége az lett, hogy megölte őt. Ez a szerencsétlen esemény lehetett annak az átokban az első megnyilvánulása, amelyet Morgoth mondott Húrin családjára. Túrin elmenekült, és Teiglin mellett haramiavezér lett. Nem sokkal az után, hogy újra találkozott Beleggel fogságba ejtette Mîmet a törpöt, aki elvezette Amon Rhûd menedékébe. Próbálta leplezni kilétét, de hiába, Mîm álnok módon hátba támadta, árulást követett el ellene, így orkok fogságába került. Beleg és Gwindor szabadította ki. Ekkor – akarata ellenére – megölte Beleget. A gyász szinte megbénította, csak Gwindor segítségével tudott elvergődni Eithel Ivrinbe. Gwindorral együtt érkezett meg Nargothrondba. Nagy harcos lett belőle, a király tanácsnoka. Ezekben az években történt, hogy Finduilas szerelmes lett belé; nem viszonozta a nő érzelmeit. Bátran harcolt a katasztrofális tumhaladi csatában. Visszatért az ő tanácsa miatt lerombolt Nargothrondba, és Glaurung fogságába esett. Amikor kiszabadult, nem követte a Finduilast fogságba ejtő orkokat, hanem Dor-lóminba ment, hogy megkeresse anyját, és láthassa húgát, akit még csak nem is ismert, hiszen távozása után született. De családját márt nem találta ott. Tudomást szerzett Finduilas haláláról, belebetegedett a bánatba, de Brandir meggyógyította. 500-ban feleségül vett egy Níniel nevű lányt, aki valójában a húga Nienor volt. A következő évben megölte Glaurungot. A haldokló sárkány miatt megölte Brandirt, akit hazugnak tartott, majd mikor megtudta az igazat feleségéről, végzett magával.

- Nienor – Adán a Harmadik Házból, Húrin és Morwen lánya. Azután született, hogy apja fogságba esett a Nirnaeth Arnoediad során, és bátyját, Túrint, Doriathba küldték. Húsz év Dor-lóminban élt, majd anyjával együtt Doriathba ment. Amikor Morwen Nargothrondba utazott, hogy megkeresse Túrint, Nienor álruhát öltve csatlakozott hozzá, hogy tette lehetővé, hogy valóra váljon Húrin gyermekeinek megjósolt végzete. Glaurung varázslattal kitörölte Nienor emlékeit. Addig kóborolt az erdőkben, míg Túrin rátalált. Később összeházasodtak és áldott állapotba került. Amikor Túrin elindult, hogy megölje Glaurungot, Nienor követte őt. Éppen időben érkezett, hogy ellássa Túrin sebeit és hallja Glaurung utolsó szavait, amelyek hatására visszatért az emlékezete. Amikor rádöbbent, hogy a saját bátyjához ment feleségül, és az ő gyermekét hordja a szíve alatt, levetette magát a Cabed-en-Aras vízesésről.

- Tuor – Adán, a Harmadik Ház hőse, Hour és Rían egyetlen gyermeke. Mivel Hour elesett a Nirnaeth Arnoediadban, Rían pedig belepusztult a gyászba, Tuort Annael, egy mithrimi sinda nevelte fel. Tizenhat éves volt, amikor a sindát megölték, ő pedig Lorgan, a keletlakó szolgája lett. Ulmo arra ösztönözte, hogy titokban menjen Nevrastba. Tour engedelmeskedett. Nevrastban megtalálta azt a kardot és páncélt, amit négyszáz évvel korábban Turgon viselt. Ulmo további tanácsára Gondolinba utazott. A valától kapott egy árnyékköpenyt és egy társat: Voronwët. A városba érve átadta Ulmo üzenetét, és figyelmeztetését Gondolin vesztéről. 503-ban feleségül vette Idrilt, a következő tavaszon megszületett egyetlen gyermekük, Eärendil. Amikor Morgoth lerohant Gondolint, Tour megölte Maeglint, majd feleségével és fiával, valamint néhány túlélővel Sirion kikötőjébe menekült. Megöregedvén Idrillel együtt áthajózott Nyugatra. Állítólag bebocsátást nyert Eldamarba.

- Eärendil – Adán a Harmadik Házból, Tour és Idril fia. Gondolinban született. Gyermekkorában Arvernienbe vitték, ahol barátságot kötött Círdannal. Itt szerette meg a tengert. Később Arvernien ura lett, feleségül vette Elwinget. Fiaik: Elrond és Elros. Nem bírt a szárazföldön maradni. Hajóján bejárta a Belegaert. A szüleit kereste és a nyugati partot, de az Árnyas Tengerek útját állták. Amikor Arvernient feldúlták Fëanor fiai, Ulmo segítségével Elwing a tengeren tartózkodó Eärendilhez ment. A nő szilmarilja révén eljutott Amanba. Itt elnyerték a valák jóindulatát, és Beleriand népeinek nevében a közbenjárásukat kérte. Hajójával és a szilmarillal együtt felhelyezték az égre, a gonoszság felett aratott győzelem szimbóluma lett belőle. Később a Nagy Csatában megölte Ancalagont, ezt követően Númenorba vezette az edánokat.

- Glóredhel – Adán a Harmadik Házból, Hador leánya. Haldírhoz ment feleségül, gyermekük Handir volt.

- Elros – Peredhil (féltünde), Elwing és Eärendil fia, Elrond testvére. 58 évvel az Első Kor vége előtt született. Fivéréhez hasonlóan ő is Arvernienben látta meg a napvilágot, ő is Fëanor fiainak fogságába esett, ő is összebarátkozott Maglorral. Az Első Kor végén az embereket választotta, halandóvá vált, de 500 évig élhetett. Ő vezette az edánok maradékát Númenorba, ő lett a dúnadánok első királya. Királyként a Tar-Minyatur nevet viselte. Armenelosban tornyot és citadellát épített.

- Elendil – Númenori dúnadán, Amandil fia, a Hűségesek vezetője, Númenor bukása után a legnemesebb dúnadán. Kiváló hajós volt. Mielőtt Ar-Pharazôn flottája Amanba vitorlázott, Elendil fiaival Isildurral és Anárionnal, valamint néhány Hűségessel elhagyta Númenort. Négy hajóját a Világ Változásakor kerekedő vihar Középföldére sodorta, Lindonnál szállt partra. Megalapította Arnor királyságát, ő lett Arnor és Gondor első Nagykirálya. Az Utolsó Szövetség vezérei közé tartozott, legjobb barátja Gil-galad volt. Egy időben haltak meg, Szauron az Orodruin lejtőin végzett velük Kardja a híres Narsil volt.

- Isildur – Númenori dúnadán, Elendil idősebbik fia. Ifjúkorában ellopta Nimloth egyik gyümölcsét Armenelos udvarából. Komoly sebet kapott, de sikerült fenntartania a halandók földjén a Fehér Fa folytonosságát. Númenor bukása után három hajóval Pelargirbe került, ahol fivérével, Anárionnal megalapították a gondori királyságot. Ithilia ura volt, Gondor társkirálya. Ő alapította meg Minas Ithilt, ahol egészen a Másodkor 3429-ig évéig élt. Ez volt az az év, amikor Szauron megtámadta a várost. Isildur Arnorba menekült, Osgiliath és Minas Anor védelmét Anárionra hagyta. Az Utolsó Szövetség seregével tért vissza Gondorba. 3441-ben az apja mellett állt a Szauron ellen vívott utolsó csatában. Levágta az Ellenség egyik ujját, s azzal együtt az Egy Gyűrűt. Szauron veresége után két éven át uralkodott Gondorban. Minas Anorban elültette a Fehér Fa sarját, ifjú unokaöccsét, Meneldilt bevezette az uralkodás rejtelmeibe. Ezután északra utazott, de útközben, Nősziromföldén egy ork csapat végzet vele és gyermekeivel.

- Anárion – Dúnadán, Elendil fiatalabbik fia, Isildur testvére. Ő volt Gondor második királya. Númenorból két hajóval menekült meg, és fivérével megalapította Gondor királyságát. Birtokait Anóriennek nevezték el. Székhelye Minas Anor volt. Amikor Szauron 3429-ben megtámadta Gondort, Anárion megvédte Osgiliath és az Anduin partját. Később az Utolsó Szövetség seregével behatolt Mordorba. A Barad-dûrból kihajított kő végzett vele.

- Elendur, Aratan, Ciryon – Isildur idősebb fiai. Mindhárman harcoltak az Utolsó Szövetség csatáiban. A nősziromföldi rajtaütésen estek el.

- Meneldil – Anárion fia, Gondor harmadik királya.

- Valandil – Arnor harmadik királya. A Másodkor 3430-adik éve körül születhetett, Imladrisban. Miután apja, és három bátyja meghalt a nősziromföldi mészárlásban, ő lett a király.

- II. Arathorn – Dúnadán, az Északi Dúnadánok 15-dik vezére. Az orkok végeztek vele, miközben Elladannal és Elrohirral küzdött. A Harmadkor 2929 évében feleségül vette Gilraent, egyetlen gyermekük Aragorn volt.

- Gilraen – Északi dúnadán nő, Dírhael leánya. 2929-ben feleségül ment II. Arathornhoz, 2931-ben megszülte egyetlen gyermekét, Aragornt. Férje halála után Völgyzugolyban élt.

- Beorn – Ember a Beornfiak vezére, eszeveszett őrült. Gyűlölte az orkokat, és senkiben sem bízott, aki idegen volt számára. A szíve azonban jó volt. Miután Gandalf szétoszlatta gyanakvását, vendégül látta és megvédte Thorint és Társaságát, később pedig fontos szerepet játszott az Öt Sereg Csatájában, ahol megölte Bolgot, az orkok vezérét. Nem evett húst, szerette az állatokat. Bőrváltó volt.

- Aragorn – Dúnadán, az Északi Dúnadánok tizenhatodik és egyben utolsó vezére, aki visszaállítja a középföldi dúnadán királyságok egységét és Elessar Telcontar néven az Újraegyesített Királyság első uralkodója lett. Isildur örököseként titokban nevelték fel Völgyzugolyban, és húszéves koráig Estelnek hívták, míg Elrond fel nem fedte előtte származásának titkát. Ezután Aragorn útnak indult, és elment a Vadonba. Közel hetven évig különböző módokon küzdött Szauron ellen, és számos nép szokásait kitanulta. Ebben az időben álnéven és rangrejtve szolgálta a rohani Thengelt és a gondori Echteliont. Legnagyobb tettére 2980-ban került sor, amikor egy csapattal rajtaütött Umbaron, és elpusztította a kalózflotta jelentős részét. 2956-ban találkozott Gandalffal és hamarosan közeli barátokká váltak. Tizenhárom évig tartó kutatás után 3017-ben elfogta Gollamot. A következő évben Bríben találkozott Frodóval és társaival, majd segített nekik eljutni Völgyzugolyba. Aragorn egyike lett a Gyűrűszövetség kilenc tagjának. A Gyűrűháború során részt vett a Kürtvári csatában, majd átkelt a Holtak Ösvényén. Aragornnak, mint Isildur örökösének sikerült rávennie a Holtakat, hogy teljesítsék ősi ígéretüket. Segítségükkel legyőzte a Pelargirban tartózkodó kalózokat, majd a délen toborzott sereggel Minas Tirith elé vonult, és megfordította a pelennori csata menetét. Később Morannon elé vonult seregével. A Gyűrűháborút követően feleségül vette Arwent, Elrond lányát, és királlyá koronázta magát.

- II. Denethor – Dúnadán, Gondor huszonhatodik uralkodó helytartója. Nemes volt, bátor és büszke, ráadásul bölcs is. Ennek ellenére fiatalkorára árnyékot vetett Thorongil. Később úgy tartják, Denethor rájött, hogy Thorongil valójában Aragorn. Félt, hogy Gandalf és Aragorn ellene szövetkezik. 2976-ban feleségül vette Finduilast, aki két gyermeket szült neki: Boromirt és Faramirt. A nő azonban 2988-ban meghalt. Ekkor Denethor komorrá, visszahúzódóvá vált. Meg akarta ismerni Szauron terveit, mert tudta, hogy még az ő életében támadás fogja érni Gondort. Egyre többször nézett bele Minas Tirith palantírjába. Amikor idősebbik, jobban szeretett fia, Boromir meghalt, Faramir pedig miatta a Fekete Lehelet áldozatává vált, Denethor elvesztette az eszét. Megpróbálta elevenen elégetni fiát és önmagát. Faramirt megmentette Gandalf és Pippin, ő azonban meghalt.

- Finduilas – Adrahil lánya, II. Denethor felesége. Boromir és Faramir anyja. Szép, szelíd asszony volt. Házasságkötése után hiányzott neki a tenger és a délvidék szabadsága és rettegett Mordor Árnyékától. Majd a bánatba és a félelembe belehalt.

- Boromir – Gondori dúnadán, II. Denethor legidősebb fia. 3018 júniusában miután Szauron seregeivel szemben védte Osgiliatht, Imladrisba ment, hogy választ kapjon a kérdésekre, amelyet egy álom vetett fel, amit fivérével együtt látott. Hosszú, fáradságos út után részt vett Elrond Tanácsában, és a Gyűrűtársaság tagja lett. Amon Henen bebizonyosodott, hogy a Gyűrű varázsereje erős hatást gyakorol rá. Megpróbálta megölni Frodót. Tettén azonnal megbánta, de őrülete miatt Frodó úgy döntött, inkább egyedül teljesíti a küldetést. Amon Hent eközben megszállták az urukok, miközben Trufát és Pippint védte meghalt.

- Faramir – Gondori dúnadán, II. Denethor második fia. Szelíd ember volt, szerette a meséket és a zenét. Fivérétől, Boromirtól eltérően, nem kedvelte a csatázást, de bátor harcos volt, katonái szerették. Apja nem igazán kedvelte, gyengének tartotta, különösen az nem tetszett neki, hogy Faramir szereti Gandalfot. A Gyűrűháború előtt Ithilia kószáinak kapitánya volt, ő vezette vissza Osgiliathból visszavonuló csapatokat, de a Fekete Lehelet áldozatává vált. Denethor kis híján megölte, de Gandalf és Pippin megmentette. Lábadozás közben találkozott Éowynnel. Egymásba szerettek, és a Gyűrűháború után egybekeltek. Ithilia hercege és Gondor helytartója, valamint Emyn Arnen ura lett.

- Beregond – Gondori ember, lehet, hogy dúnadán. A Citadellaőrök egyike. Gondor ostroma során elhagyta posztját, és megölt néhány embert a Megszentelt Helyen, mert meg akarta akadályozni, hogy II. Denethor szétégesse Faramirt, akinek őszinte híve volt. A Gyűrűháború után engedetlenségért kitiltották Minas Tirithből, de Faramir testőrségének első kapitánya lett.

- Beregil – Gondori ember, Beregond fia. Gondor ostroma alatt Minas Tirithben maradt.

- Ioreth – Gondori nő. Lossarnachból származott. Ő volt a legidősebb nő a Gyűrűháború idején, az Ispotályban, s nagyon sokat beszélt.

- Imrahil – Gondori dúnadán, Dol Amroth hercege. A Gyűrűháború során részt vett a pelennori csatában, és II. Denethor halála után, Faramir betegsége idején, kormányozta Minas Tiritht. Nyugat Kapitányainak egyike volt, harcolt Morannonnál. Nagy harcos volt, akinek ereiben tünde (valószínűleg lórieni erdőtünde) vér folyt.

- Ingold – Gondori ember, a Rammas Echor északi kapuját őrizte Gondor ostroma előtt.

- Théoden – Rohan tizenhetedik királya. Thengel fia. A Harmadkor 2948-dik évében született. Hazájában minden az uralkodó körül forgott, ezért határozottnak, erősnek kellett lennie. Bár sokáig Szarumán béklyói és Gríma hazugságainak volt kitéve, ezért romlott az egészségi állapota. Miután Gandalf meggyógyította, ő vezette a rohírokat Szarumán ellen a kürtvári csatában, és Mordor ellen a pelennori csatába. Később legyőzte a haradiakat, de a Boszorkánykirály megölte őt.

- Théodred – Rohani ember, Théoden király egyetlen gyermeke, Lovasvég második vezére. A Gyűrűháború idején a Vas-folyó gázlójánál vívott csatában esett el.

- Théodwyn – Rohani nő, Thengel király legkisebb gyermeke, Théoden húga. A Harmadkor 2889-dik évében feleségül ment Éomundhoz, két gyermeket szült neki: Éomer, Éowyn. Nem sokkal férje halála után ő is meghalt.

- Éomund – Rohani ember, Théodwyn férje, Éomer és Éowyn apja. Lovasvég fővezére volt. Az orkok ellen váratlanul indított vad támadásairól lett híres. Az egyik ilyen portya során tőrbe csalták és megölték.

- Éomer – Rohan tizennyolcadik királya. Théodwyn és Éomund fia, Théoden király unokaöccse. A Gyűrűháború előtt Lovasvég harmadik seregvezére, a keleti csapatok irányítója. Bátor harcos volt, Gandalfot is kedvelte, viszont Grímát gyűlölte. Bár utóbbi mesterkedéseinek köszönhetően kiesett Théoden kegyeiből, ő mégis többször bebizonyította lojalitását. Harcolt Kürtvárban, a pelennori csatában és Morannonnál. Összebarátkozott Aragornnal. Théoden halála előtt őt jelölte ki utódjául. A Gyűrűháború után Rohani királya lett. Hosszú uralkodása alatt végig bölcs maradt. 3020-ban feleségül vette Lothírielt, aki legalább egy gyermeket szült neki: Elfwinét.

- Éowyn – Rohani nő, Éomund és Théodwyn lánya, Éomer húga. A Gyűrűháború idején beleszeretett Aragornba. Amikor a férfi nekivágott a Holta Ösvényének, annyira kétségbeesett, hogy férfinak álcázva magát, Dernhelm néven Gondorba lovagolt, Elfhelm éoredjével. A pelennori csatában Trufa segítségével megölte a nazgulok vezérét, a Boszorkányurat és annak óriási szárnyas hátasát, ám a küzdelem során a Fekete Lehelet áldozatává vált. Aragorn gyógyította meg. Lábadozása során rájött, hogy mit akar, lemondott arról, hogy szabad, harcos nő legyen, és feleségül ment Faramirhoz, így Ithilia úrnőjévé vált.

- Háma – Rohani ember, Théoden király testőre, a királyi gárda parancsnoka. A kürtvári csatában esett el, amikor a Kaput védte.

- Gamling – Rohani ember, a kürtvári csata előtt Helm Árkát védték. Valószínűleg Erkenbrand hadnagy volt.

- Gríma – Rohani ember, Théoden király főtanácsadója. Szarumán ügynökeként urának információkat adott ugyan Rohanról, ugyanakkor hamis tanácsokkal félrevezette a királyt. Miután Gandalf segített az elgyengült királyon, Gríma Vasudvardra menekült, ahol Szarumán mellett maradt. Később elkísérte urát a Megyébe, ahol aztán csúfos körülmények között fejezte be életét.

- Erkenbrand – Rohani ember, Nyugathalom és Kürtvár ura, jeles harcos. A Vas-folyó gázlójánál lezajlott második csata után visszatért Kürtvárba és részt vett a Helm-szurdoki ütközetben.

- Papsajt Ászok – Brí-beli lakos, a Gyűrűháború idején, a Pajkos Póni elnevezésű fogadó tulajdonosa, Gandalf barátja. Alacsony volt, kövér és kopasz, az arca vörös. Nem lehetett gyors felfogásúnak nevezni, a memóriája is rossz volt, viszont nagyon jó szívű volt. Barlinak is nevezték.

- Páfrány Pockó – Brí-beli ember, Szarumán szolgája.

- Ghân-buri-Ghân – A Fanyűvők vezére.